# Mercer Island (Washington)
Mercer Island je grad u američkoj saveznoj državi Washington. Prema popisu stanovništva iz 2010. u njemu je živjelo 22.699 stanovnika.